# فاطمة واتي
فاطمة واتي (بالإندونيسية: Fatmawati)‏ (5 فبراير 1923 – 14 مايو 1980) هي بطلة قومية إندونيسية. كأول سيدة أولى لأندينسيا، وكانت الزوجة الثالثة لـسوكارنو أول رئيس لأندونيسيا، وأم أول رئيسة لأندونيسيا، ميجاواتي سوكارنوبوتري. وهي التي شيدت أول علم يحلق في أندونيسيا.

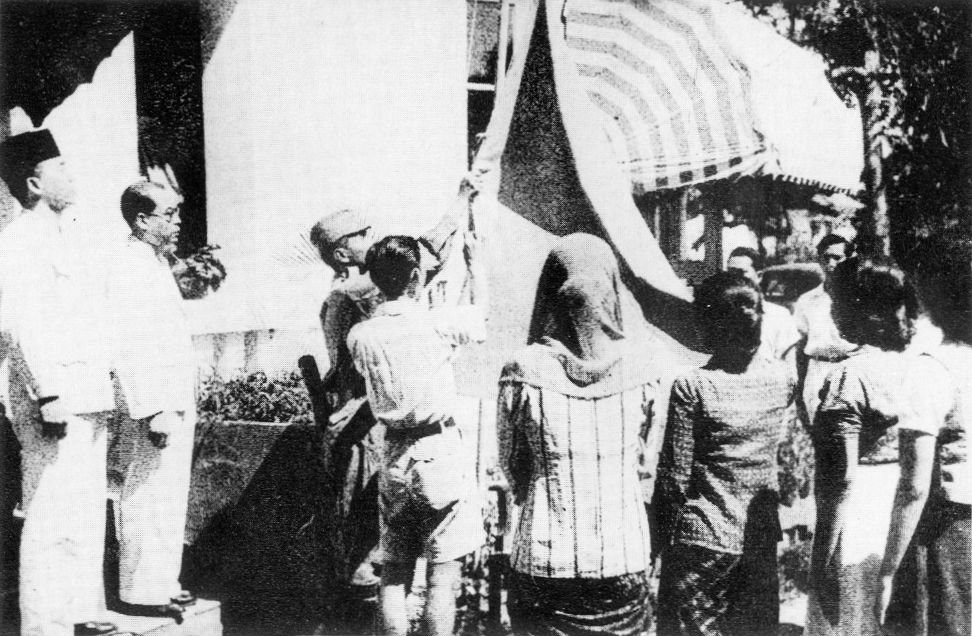
فاطمة اتي تشيد أول علم يحلق في أندونيسيا. الصورة تظهر العلم الأندونيسي يرفع لأول مرة

## حياتها
ولدت فاطمة واتي في 5 فبراير عام 1923 في بنغكولو لحسن الدين وتشاديجاه. كانت إحدى جداتها أميرة لمملكة المينانجكاباو، سلطنة أندرابورا. عندما التقت سوكارنو كانت في سن المراهقة وكان متزوجا من امرأة تبلغ من العمر 53 عاما تدعى إنغيت. مما لا يثير الدهشة، كانت زوجة سوكارنو مستعدة لترك زوجها، ولكن بعد عامين، وافقت إنغت على الطلاق. سوكارنو أرشد الحاجة إلى زوجته الجديدة بالأعلان رغبته في إنجاب طفل ليحمل باسمه.

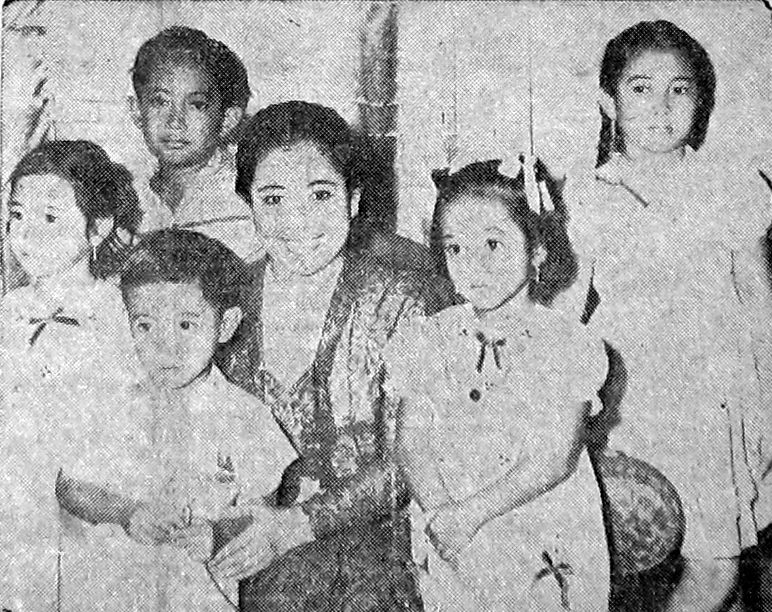
فاطمة واتي مع أطفالها الخمسة مع سوكارنو

في عام 1943 أصبحت فاطمة واتي الزوجة الثالثة لسوكارنو، وتبعه في العام التالي ولادة طفلها الأول، وأسماه سوكارنو جونتور ويعني الرعد. وفي عام 1945 كانت زوجته عندما أعلنت اندونيسيا الاستقلال. وخيطت علم البلاد الجديد بنفسها, ونفس العلم يحلق جواً كل عام حتى عام 1967. ولم تكن زوجته الأولى، فقد تزوج عدة مرات من قبل. لكن كل الزوجات السابقات طلقن تماشياً مع دولة القانون. ولذلك كانت فاطمة واتي زوجته الوحيدة في ذلك الوقت. 

## تعدد الزوجات

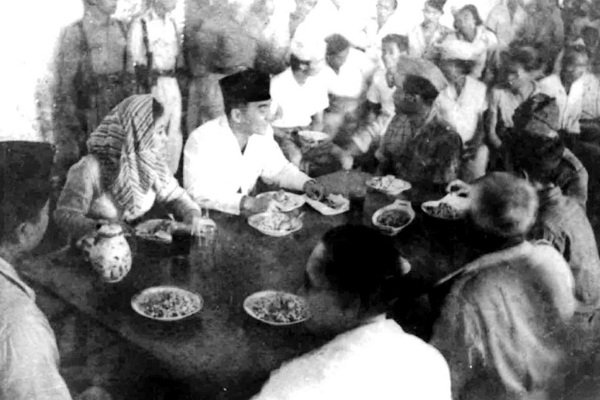
فاطمة واتي و سوكارنو

كانت هناك حركة متنامية لإصلاح حقوق المرأة في إندونيسيا، وجزء من هذه الحركة هو لإصلاح قوانين الزواج. فاطمة واتي لم تكن في البداية لصالح إصلاح هذه القوانين حتى اكتشفت عن نوايا زوجها أن يتزوج مرة أخرى. وعلاوة على ذلك، في هذا الوقت سوكارنو قد قرر أنه لا يريد أن يطلق فاطمة واتي ولكن كان المقصود أن يكون زوجتين.
أعترضت فاطمة واتي عندما تزوج زوجها بهارتيني زوجته الجديدة، وفقا للقانون الإسلامي. تزوج سوكارنو امرأة أخرى من جاوة في عام 1953 وانتقلت فاطمة واتي من القصر الرئاسي وعاشت بشكل منفصل في جاكرتا. كجزء من التسوية سمح لفاطمة واتي بالحفاظ على لقب السيدة الأولى. وكان هذا التطور ضربة كبيرة للحركة المتزايدة للمرأة. قررت فاطمة واتي أن تتطلق من الرئيس، لكنها  لم تجد الزعيم الديني الذي كان على استعداد لمعارضة إرادة سوكارنو. مواسي المنظمة النسائية نصحت فاطمة واتي وحاولن تشجيعها بالعودة إلى القصر واعادة حقوقها. وكان سوكارنو نفسه قد أنزعج من هذا التطور على الرغم من أن زوجته الجديدة فهمت غضب فاطمة واتي .
ولدت زوجة سوكارنو الجديدة طفلين إضافيين. ومع ذلك  كان رد فعل سوكارنو شديد عندما سمع أن أحدث زوجاته قد سمحت لمجموعة نسائية بالنظر في نقل لقب السيدة الأولى لها. عاد سوكارنو وطردها من الاجتماع ونفيها إلى بوجور .
في عام 1953 أصبحت فاطمة واتي تشعر بالقلق إزاء محنة الأطفال الذين يعانون من مرض السل. و أسست مؤسسة إيبو سوكارنو لتمويل المستشفى. وفي العام التالي تم افتتاح المستشفى بمساعدة التمويل الحكومي. وسميت مستشفى السيدة سوكارنو و وضعت فاطمة واتي حجر الأساس في عام 1954. وكانت فترة بناء المستشفى طويلة. وتوقف بناء المبنى الجديد بسبب المشاكل المالية حتى افتتاح المستشفى عام 1961. بحلول ذلك الوقت المستشفى كان يدار من قبل وزارة الصحة، وأنها لا تتخصص في السل أو الأطفال، ولكن كان مستشفى عام. في عام 1967 تم تغيير الاسم إلى مستشفى فاطمة واتي المركزي العام.
الأبنة الثانية لفاطمة واتي ميجاواتي سوكارنوبوتري, كانت الأبنة التي غدت رئيسة لأندونيسيا في عام 2001.

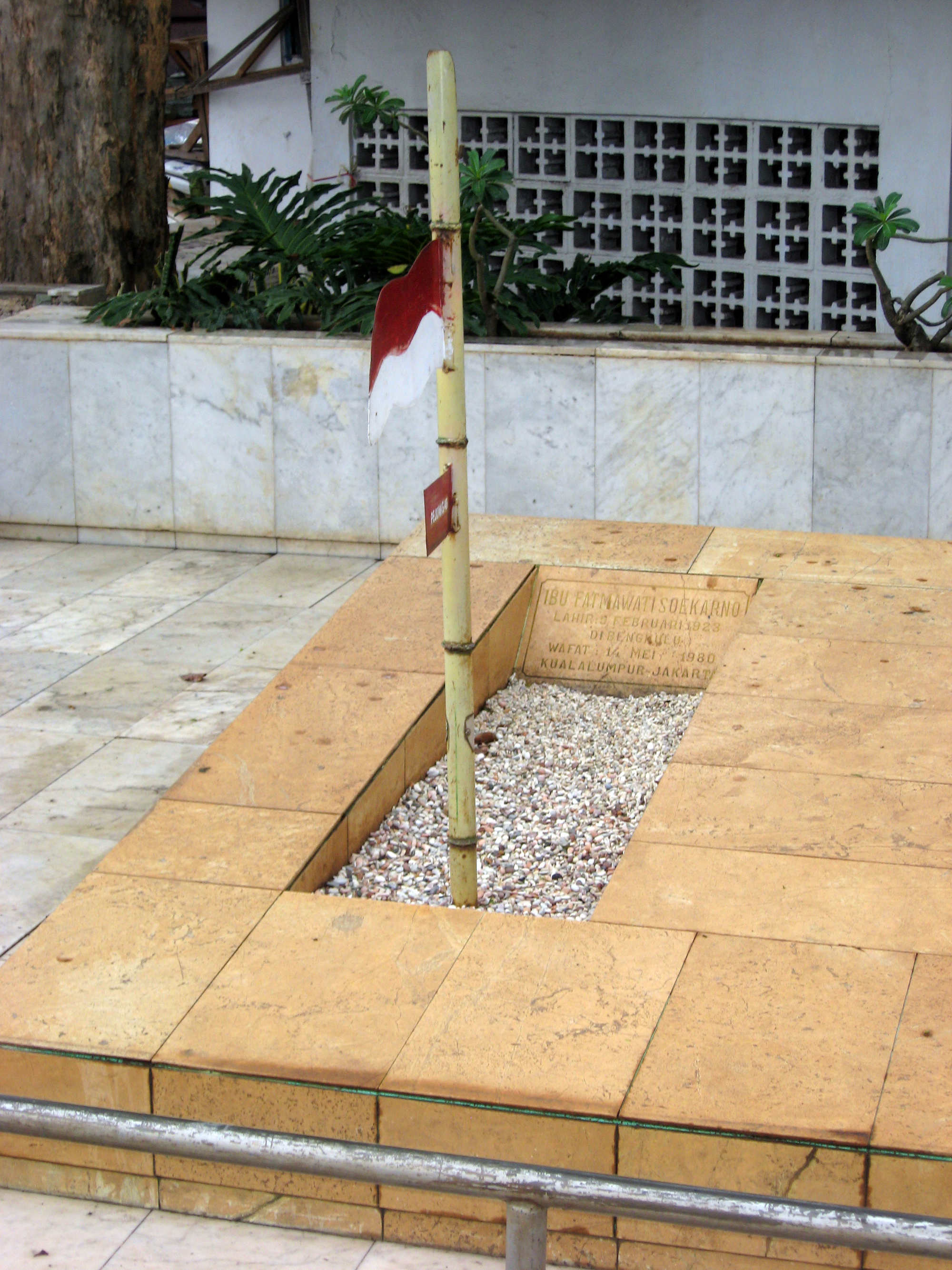
قبر فاطمة واتي في مقبرة كاريت بيفاك, جاكارتا

## الوفاة
توفيت فاطمة واتي أثر نوبة قلبية في 14 مايو 1980 في كوالا لمبور، ماليزيا، في طريق عودتها إلى جاكرتا من العمرة في مكة المكرمة. ودفنت في مقبرة كاريت بيفاك، في مركز جاكارتا .

## الأرث
مطار فاطمة واتي سوكارنو في بنغكولو ومستشفى في جنوب جاكرتا على إسمها.

## أنظر يضاً
- ديبونيجورو
- سوتومو
- السلطان أجونج